# Sacramento Monarchs 2007
La stagione 2007 delle Sacramento Monarchs fu la 10ª nella WNBA per la franchigia.
Le Sacramento Monarchs arrivarono terze nella Western Conference con un record di 19-15. Nei play-off persero la semifinale di conference con le San Antonio Silver Stars (2-1).

## Roster
| N° | Naz.                   | Ruolo | Sportivo            | Anno | Alt. | Peso |
| -- | ---------------------- | ----- | ------------------- | ---- | ---- | ---- |
| 2  | Stati Uniti (bandiera) | G     | Chelsea Newton      | 1983 | 180  | 68   |
| 4  | Stati Uniti (bandiera) | G     | Kristin Haynie      | 1983 | 175  | 67   |
| 5  | Stati Uniti (bandiera) | G     | Scholanda Dorrell   | 1983 | 180  | 68   |
| 8  | Canada (bandiera)      | A     | Kim Smith           | 1984 | 183  | 70   |
| 13 | Germania (bandiera)    | A     | Linda Fröhlich      | 1979 | 191  | 84   |
| 14 | Stati Uniti (bandiera) | A     | Nicole Powell       | 1982 | 191  | 77   |
| 20 | Stati Uniti (bandiera) | G     | Kara Lawson         | 1981 | 173  | 75   |
| 21 | Portogallo (bandiera)  | G     | Ticha Penicheiro    | 1974 | 180  | 72   |
| 22 | Stati Uniti (bandiera) | A     | DeMya Walker        | 1977 | 191  | 76   |
| 23 | Stati Uniti (bandiera) | GA    | La'Tangela Atkinson | 1984 | 183  | 78   |
| 32 | Stati Uniti (bandiera) | A     | Rebekkah Brunson    | 1981 | 191  | 82   |
| 33 | Stati Uniti (bandiera) | C     | Yolanda Griffith    | 1970 | 193  | 79   |
| 34 | Stati Uniti (bandiera) | AC    | Adrian Williams     | 1977 | 196  | 77   |

## Staff tecnico
- Allenatore: Jenny Boucek
- Vice-allenatori: Monique Ambers, Tom Abatemarco, Steve Shuman
- Vice-allenatore per lo sviluppo dei giocatori: Lady Hardmon
- Preparatore atletico: Jill Jackson